# متسانية
المُتَسانِيَة أو دائمة الخضرة (الاسم العلمي: Isoetes) نقحرة: إسويط، هو جنس من النباتات يتبع فصيلة المتسانيات من رتبة الإسويطيات.